# Melanocetus
Melanocetus is een geslacht van straalvinnige vissen uit de familie van de hengelaarvissen (Melanocetidae). Het geslacht is voor het eerst wetenschappelijk beschreven in 1864 door Guenther.

## Soorten
- Melanocetus eustalus Pietsch & Van Duzer, 1980
- Melanocetus johnsonii Günther, 1864 – Johnsons hengelvis
- Melanocetus murrayi Günther, 1887
- Melanocetus niger Regan, 1925
- Melanocetus rossi Balushkin & Fedorov, 1981